# Derby (Iowa)
Derby és una població dels Estats Units a l'estat d'Iowa. Segons el cens del 2000 tenia 131 habitants.

## Demografia
Segons el cens del 2000, Derby tenia 131 habitants, 53 habitatges, i 34 famílies. La densitat de població era de 194,5 habitants per km².
Dels 53 habitatges en un 20,8% hi vivien nens de menys de 18 anys, en un 45,3% hi vivien parelles casades, en un 13,2% dones solteres, i en un 35,8% no eren unitats familiars. En el 34% dels habitatges hi vivien persones soles el 18,9% de les quals corresponia a persones de 65 anys o més que vivien soles. El nombre mitjà de persones vivint en cada habitatge era de 2,47 i el nombre mitjà de persones que vivien en cada família era de 3,21.
Per edats la població es repartia de la següent manera: un 26% tenia menys de 18 anys, un 6,1% entre 18 i 24, un 26% entre 25 i 44, un 22,1% de 45 a 60 i un 19,8% 65 anys o més.
L'edat mediana era de 39 anys. Per cada 100 dones de 18 o més anys hi havia 110,9 homes.
La renda mediana per habitatge era de 26.667 $ i la renda mediana per família de 31.250 $. Els homes tenien una renda mediana de 23.333 $ mentre que les dones 14.500 $. La renda per capita de la població era de 10.605 $. Entorn del 6,1% de les famílies i el 4,5% de la població estaven per davall del llindar de pobresa.

## Poblacions més properes
El següent diagrama mostra les poblacions més properes.